# Новозерье
Новозерье (бел. Навазер'е) — деревня в Червенском районе Минской области. Входит в состав Колодежского сельсовета.

## Географическое положение
Находится примерно в 17 км к северо-востоку от райцентра, в 79 км от Минска.

## История
Населённый пункт известен с XIX века. На 1885 год урочище в составе Гребёнской волости Игуменского уезда Минской губернии. По данным Переписи населения Российской империи 1897 года деревня, где был 31 двор, проживали 192 человека. На начало XX века насчитывалось 38 дворов и 217 жителей. На 1917 год там было 25 дворов, жили 154 человека, работали паровая мельница и лесопилка. 20 августа 1924 года вошла в состав вновь образованного Домовицкого сельсовета Червенского района Минского округа (с 20 февраля 1938 — Минской области). Согласно переписи населения СССР 1926 года в деревне насчитывалось 38 дворов, проживали 224 человека. Во время Великой Отечественной войны деревня была оккупирована немецко-фашистскими захватчиками в начале июля 1941 года, 10 её жителей не вернулись с фронта. Освобождена в начале июля 1944 года. На 1960 год входила в Рованичский сельсовет, здесь был 91 житель. Вскоре передана в Колодежский сельсовет. На 1997 год здесь насчитывалось 9 домов, проживали 10 человек. На 2013 год 1 круглогодично жилой дом, 1 постоянный житель.

## Население
- 1897 — 31 двор, 192 жителя
- начало XX века — 38 дворов, 217 жителей
- 1917 — 25 дворов, 154 жителя
- 1926 — 38 дворов, 224 жителя
- 1960 — 91 житель
- 1997 — 9 дворов, 10 жителей
- 2013 — 1 двор, 1 житель